# اکبرآباد (خوی)
اکبرآباد، روستایی است از توابع بخش مرکزی شهرستان خوی استان آذربایجان غربی ایران.

## جمعیت
این روستا در دهستان دیزج قرار داشته و بر اساس سرشماری سال ۱۳۸۵ جمعیت آن ۱۴۴۶نفر (۲۹۵ خانوار)
بوده‌است.